# On the Backs of Angels
"On the Backs of Angels" é a primeira faixa e o primeiro single do álbum A Dramatic Turn of Events de 2011, da banda estadunidense de metal progressivo Dream Theater. Foi o primeiro trabalho divulgado da banda com o baterista Mike Mangini, que entrou para o grupo alguns meses antes do lançamento do single.
"On the Backs of Angels" foi lançada no YouTube em 29 de junho de 2011. Um vídeo foi lançado posteriormente, em 14 de setembro.
A canção tem quase nove minutos de duração e tem algumas variações de andamento, embora seja tocada principalmente nos compassos 4/4 e 3/4. A introdução da canção é centrada em uma melodia na guitarra inspirada pela banda Pink Floyd. Em 5:51, a canção dá lugar a um solo de piano improvisado por Jordan.
Em 20 de novembro, foi anunciado que o single foi indicado ao Prêmio Grammy na categoria "Melhor Performance de Hard Rock/Metal", a primeira música do Dream Theater a receber o reconhecimento. Ela concorreu com canções de Mastodon, Sum 41, Megadeth e Foo Fighters, e acabou perdendo para este último, que levou o prêmio com seu single "White Limo".